# Ligulibracon pretiosus
Ligulibracon pretiosus är en stekelart som först beskrevs av Szepligeti 1905.  Ligulibracon pretiosus ingår i släktet Ligulibracon och familjen bracksteklar. Inga underarter finns listade i Catalogue of Life.